# 可口甘

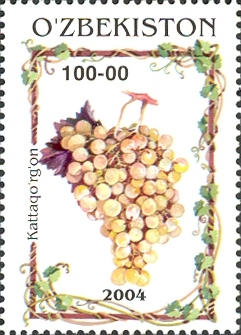
乌兹别克斯坦邮票上的可口甘葡萄

可口甘（Katta Kurgan）又译卡它库尔甘，是原产乌兹别克斯坦的一种葡萄品种。得名自撒马尔罕地区的城镇卡塔库尔干。属欧亚种，为晚熟鲜食和制干品种。在华北地区有少量栽培。

## 植株性状
生长势中等偏强，较丰产。其近圆形叶片中等大小，叶表面起伏状，3至5裂，裂刻较浅，叶面有光泽，叶背无毛，叶柄洼为关闭式并呈棱形小孔。锯齿为三角形，尖端稍圆。花型为雌雄花。

## 果实
果穗大，一般重400至600克，最大可重达1500克，果形圆锥形或形不正，果粒着生紧密度依授粉情况从紧密到较松散，果粒特大，重约7克，近圆形或倒卵形（果顶平，常带浅沟）。阳面为金黄色，底色绿白，果皮中厚，肉质脆，味特甜，风味较好。

## 栽培
该品种的抗病力较弱，易感黑痘病、白粉病。适合在干燥但供水充足的地区栽培，在肥水充足和有良好的授粉品种（玫瑰香、保尔加尔等）的情况下，可获得高较产量。
苏联时期，由育种专家将帕尔肯特葡萄与可口甘等品种杂交，育成了里扎马特葡萄（里查马特），1961年引入中国栽培。